# 캐번

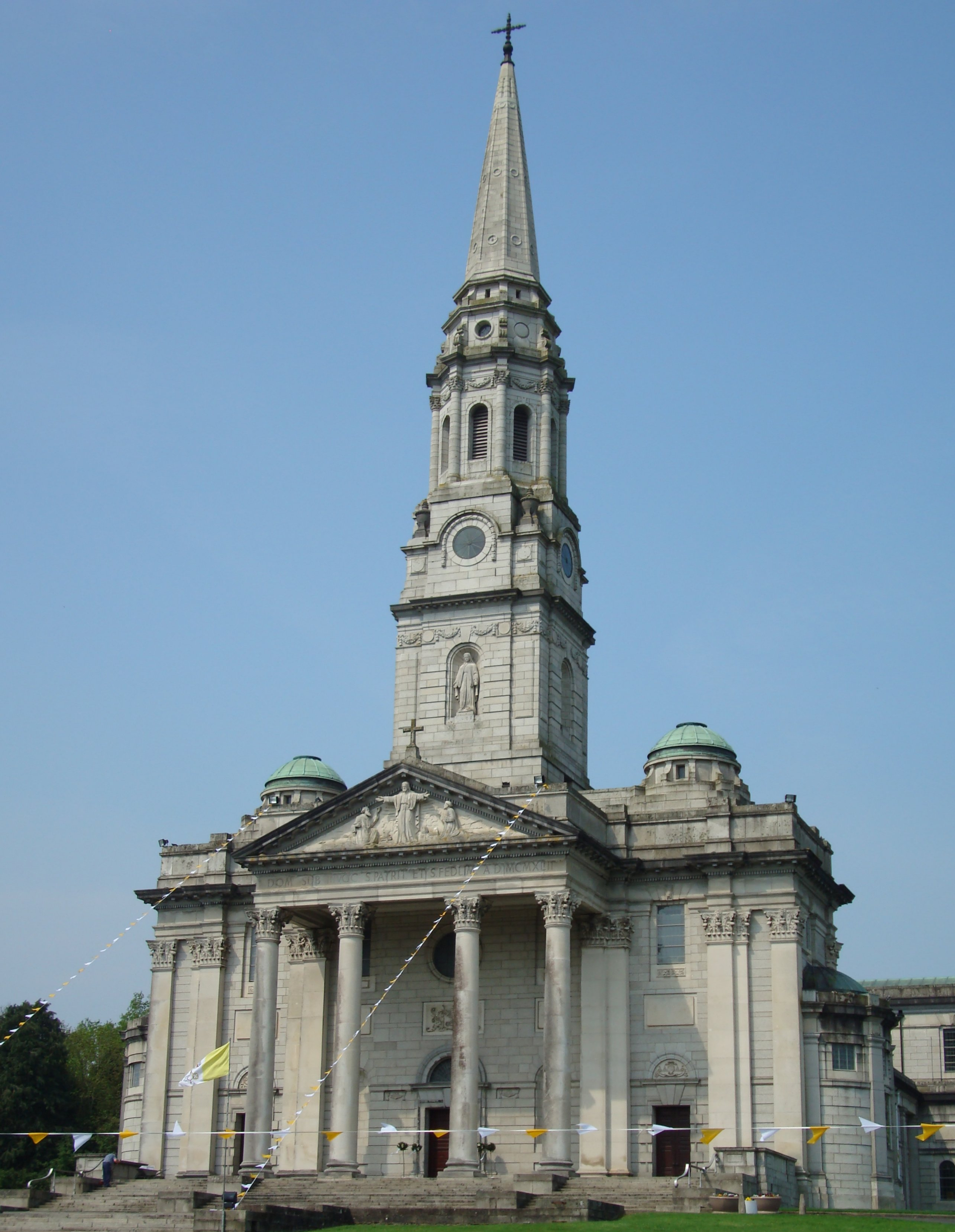

캐번(영어: Cavan, 아일랜드어: An Cabhán)은 아일랜드 캐번주의 주도이다.